# Robbedoes (stripfiguur)

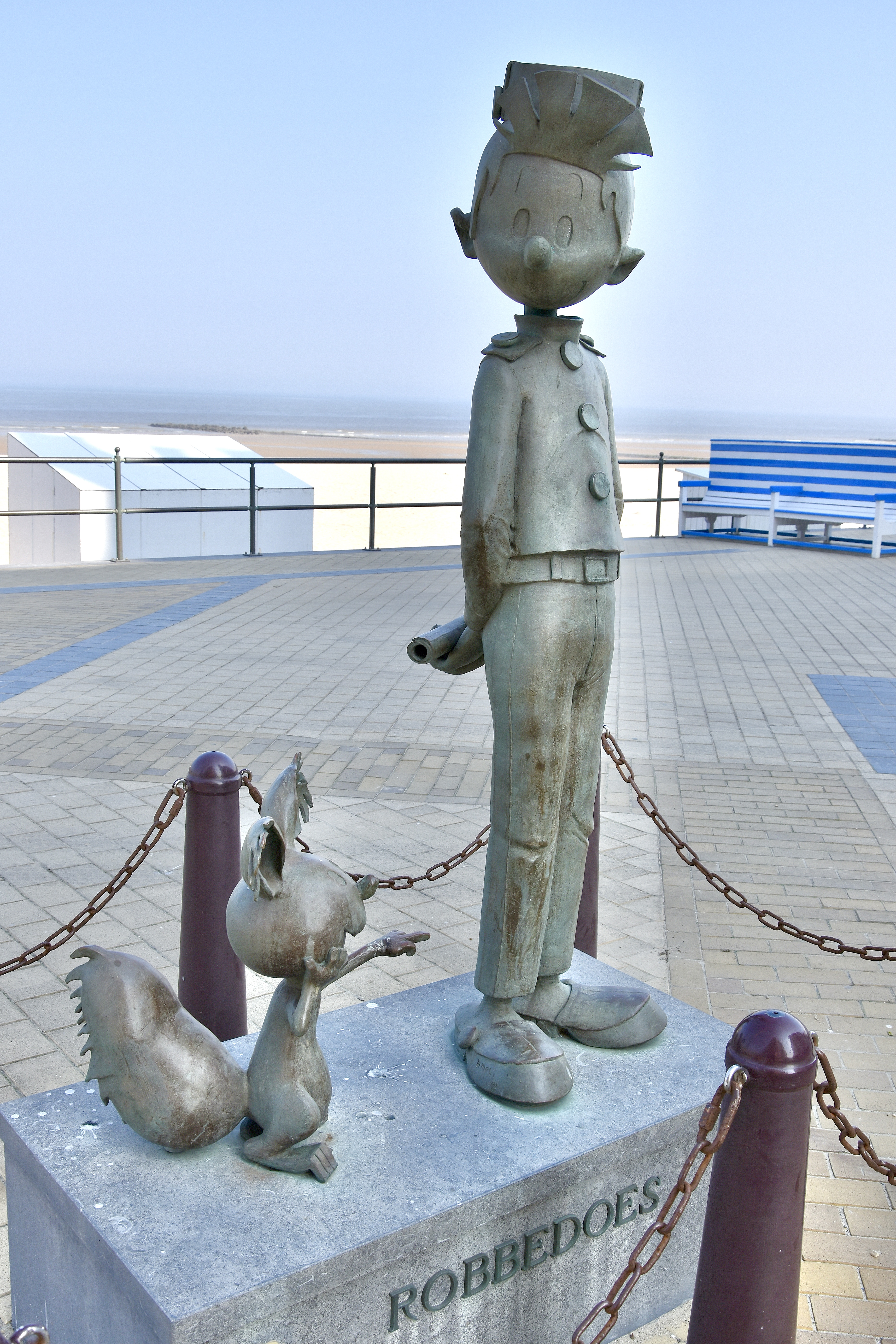
Robbedoes en Spip (Stripstandbeelden Middelkerke)

Robbedoes (Frans: Spirou) is een stripfiguur bedacht door Robert Velter, die signeerde als Rob-Vel.

## Achtergrond
Rob-Vel inspireerde zich voor dit personage op de piccolo's van de oceaanlijner Île-de-France. Oorspronkelijk werd het figuurtje ontwikkeld om het stripweekblad Spirou-Robbedoes een gezicht te geven, zodat het blad een levendige persoonlijkheid zou krijgen voor de jonge lezertjes. Hij is vandaag de dag nog steeds de mascotte van het blad. Later werd Robbedoes samen met Kwabbernoot het hoofdpersonage van de reeks Robbedoes en Kwabbernoot. Met name deze laatste stripreeks leverde Robbedoes grote bekendheid op.
Robbedoes heeft ook een bijrol in de reeks Guust. Rondom Robbedoes' jeugd ontstond de spin-offreeks De Kleine Robbe.

## Beschrijving
Oorspronkelijk was Robbedoes een piccolo. Die job kon door jongens worden uitgevoerd, waardoor de identificatie van de lezers met het personage werd vergemakkelijkt. Robbedoes beoefende de job echter niet lang, maar hield er wel het rode kostuum met goudkleurige knopen aan over. Velter gaf Robbedoes de eekhoorn Spip als metgezel.

## Naam
De oorspronkelijke Franse naam "Spirou" betekent in het dialect van Charleroi "eekhoorn" en bij uitbreiding iets dat vertaald kan worden als "schelm". Het woord "spip" is daar een korte variant van.
In het Nederlands is robbedoes een benaming voor een onbesuisde man of jongen.

## Mensenrechtenverdediger
In 2018 werd Robbedoes door de VN benoemd als mensenrechtenverdediger naar aanleiding van een campagne voor de 70ste verjaardag van de Universele Verklaring van de Rechten van de Mens.